# Comptabilité analytique
 (février 2013).
Si vous disposez d'ouvrages ou d'articles de référence ou si vous connaissez des sites web de qualité traitant du thème abordé ici, merci de compléter l'article en donnant les références utiles à sa vérifiabilité et en les liant à la section « Notes et références ».
La comptabilité analytique est un système d'information comptable (exprimé en unités monétaires) qui permet d'informer les dirigeants (ou managers) des organisations afin de prendre des décisions de gestion. La comptabilité analytique se distingue de la comptabilité financière dans la mesure où elle fournit des informations qui ne sont pas destinées à être publiées auprès d'utilisateurs externes à l'entreprise. Elle s'intéresse donc essentiellement à l'analyse (analyser, c'est décomposer pour comprendre) des charges et des produits. Autrement dit, elle conduit à faire des calculs de coûts ou de marges qui permettent d'éclairer les dirigeants (ou managers).
Jusqu'en 1999, la comptabilité analytique était décrite dans le plan comptable général français. Un système de comptes, adossés à la comptabilité générale, permettait de classer les éléments constitutifs du résultat de l’exercice. Elle rapproche chaque produit de ses coûts, qu’ils aient été encourus dans l’exercice ou dans des périodes précédentes. Elle divise les résultats par centre de décision permettant un meilleur pilotage, ou les consolide par ligne d’activité, afin de mieux en apprécier la situation. Elle est parfois associée à d’autres techniques de management comme la gestion budgétaire ou la gestion par les objectifs, à qui elle fournit les éléments de comparaison comme comptabilité de gestion.
Les techniques de comptabilité analytique se sont développées dans les grandes entreprises industrielles à partir du XIXe siècle (on parlait alors de comptabilité industrielle). La comptabilité analytique s’est généralisée avec l’apparition de l’informatique et des progiciels de gestion qui ont fortement abaissé le coût de la collecte et du traitement d’une information détaillée. Elle concerne désormais toutes les formes et toutes les tailles d’entreprises, dont elle est un des éléments clefs du système d'information.
L'expression "comptabilité analytique" est une expression franco-française qui est généralement traduite en anglais par management accounting (ou "comptabilité de gestion").

## La difficulté primordiale de la connaissance du résultat d’exercice
Le résultat de l’exercice est facile à déterminer, lorsque les recettes correspondent à la vente de produits ou de services dont les coûts ont été encourus dans l’exercice. Dans ce cas, le constat fait en comptabilité générale suffit à le calculer par simple différence entre les deux éléments du compte d’exploitation.
Mais cette circonstance est exceptionnelle. En général, une partie des dépenses de la période concerne des produits qui seront vendus ultérieurement et une partie des produits vendus intègre des frais qui proviennent d’une production antérieure. La comptabilité générale, qui recueille les flux par nature de dépense, ne permet pas de résoudre cette difficulté.
Deux exemples permettront de comprendre la complexité organisationnelle du problème.
- Un promoteur va mettre plusieurs années à concevoir et fabriquer un immeuble. Si l’immeuble est en cours de construction à la fin de l’exercice, l’ensemble des coûts encourus sur cet immeuble doivent être isolés pour ne pas charger les résultats de l’exercice. Ces coûts sont un regroupement par chantier des comptes de charges de la comptabilité générale. Ils sont accumulés en cours à l’actif du bilan pour ne pas charger les résultats. Lorsque les appartements sont mis en vente, on va sortir des comptes d’encours les charges correspondantes qui vont être rapprochées de la valeur des ventes pour faire apparaître le résultat. Les ventes pouvant s’écouler sur plusieurs années, les encours vont être vidés au fur et à mesure. Les sociétés de promotion ont donc un besoin crucial de comptabilité analytique par immeuble ne serait-ce que pour déterminer leur résultat de comptabilité générale. Le recoupement avec les charges et produits de la comptabilité générale est également indispensable : compte tenu des sommes en jeu, il ne peut y avoir de fuite de valeur d’un exercice à l’autre. Un système estimatif ne suffit pas.
- Un fabricant actuel d’outils coupants produit plusieurs milliers de produits différents. Un catalogue de vente contient souvent plus de 10 000 articles. En général, les séries de production de chaque article planifiées chaque année ne correspondent qu’en partie aux ventes de l’année. En fin d’exercice, des séries seront en cours (des coûts ont été engagés mais les produits ne sont pas finis) et de nombreux produits finis ne seront pas encore vendus. Autrement dit, il faut savoir, produit par produit, quelle est la valeur qui a été accumulée pendant l’exercice dans les produits restant en stock, et quelle partie de la valeur reportée des exercices précédents correspond à des produits vendus dans l’exercice en cours. Il est donc indispensable de connaître la variation de valeur des stocks et des encours, ce qui ne peut se faire qu’article par article. Un reclassement des charges pour valoriser les entrées en stock est donc nécessaire et implique une comptabilité analytique. Ici encore, notons que l’objectif est de permettre la production du résultat comptable général, défini comme la différence entre les ventes et le prix de revient des ventes.

Tant que l’industrie était constituée de petits ateliers, produisant en petites séries des articles peu nombreux, les chevauchements de valeur entre exercice étaient de peu d’importance. Quand le développement du capitalisme a fait apparaître des entreprises fortement capitalisées produisant en masse une grande variété d’articles, le besoin a été de plus en plus pressant. C’est pourquoi la comptabilité analytique est née d’abord dans la sidérurgie et dans les grosses industries mécaniques, chimiques ou verrière (par exemple Saint Gobain) et y a pris toute son ampleur à la fin du XIXe siècle et au début du XXe. L’étude des temps, notamment autour des innovations de Charles Taylor, a donné de l’élan aux méthodes de production et donné un cadre à la ventilation des coûts dans les différents produits. Le « costing » est devenu de règle dans l’industrie et a permis de dégager beaucoup des concepts utilisés dans les systèmes de comptabilité analytique.

## La résolution du problème précédent sans comptabilité analytique
Si la question du coût de la production des produits vendus dans l’exercice est générale et se présente à toute entreprise de production, il ne faut pas croire qu’elle a été et qu’elle est encore résolue seulement par la mise en place d’une comptabilité analytique.
Pendant longtemps et c’est encore le cas dans nombre d’entreprises, la difficulté a été traitée par des travaux extra comptables d’inventaire périodique, permettant de dégager les variations de stocks et les valorisant avec des procédés empiriques. À partir des gammes et des nomenclatures, les ingénieurs définissaient par exemple les temps et les consommations nécessaires à la production d’un article. Il suffisait de donner une valeur aux taux horaires et aux ingrédients, puis de tenir compte de l’amortissement des machines, pour aboutir à une valorisation considérée comme raisonnable des stocks. Il n’était pas nécessaire de mettre en œuvre des systèmes coûteux de suivi détaillé des opérations de production. La loi n’imposant pas de méthodes particulières mais simplement la continuité de leur emploi, ce pragmatisme pouvait suffire. Notamment si les décalages de temps entre production et vente n’étaient pas trop importants. Si les stocks représentent par exemple moins de 10 % du chiffre d’affaires, une erreur de valorisation de 10 % fait varier très peu le résultat et de toute façon sera corrigée à l’exercice suivant.
L’inconvénient des méthodes stochastiques et pragmatiques devient discriminant lorsque les encours et les stocks représentent une très large fraction du chiffre d’affaires de l’exercice. Les erreurs, indétectables, faute de recoupement avec la comptabilité générale, peuvent alors faire perdre toute signification aux résultats de période, tout en faussant les décisions de gestion prises sur des valorisations trop loin des réalités.
C’est pourquoi de nombreuses entreprises ont reconnu la nécessité de mettre en œuvre une véritable comptabilité analytique permettant l’enregistrement en continu des flux de production afin d’obtenir des résultats recoupant le plus parfaitement possible les valeurs de la comptabilité générale.

## Les principales méthodes de comptabilité analytique

### La méthode des centres d'analyse (ou méthode des sections homogènes)
La méthode des centres d'analyse est une méthode de calcul de coût complet issue du plan comptable général (PCG) utilisé en France jusqu'en 1999. L'expression "centres d'analyse" a remplacé en 1982 l'expression "sections homogènes" utilisée dans les plans comptables précédents depuis 1942.
Le principe est d'identifier et d'additionner tous les coûts nécessaires à un "objet de coût", c'est-à-dire à quelque chose que l'on souhaite calculer. Concrètement, les coûts complets calculés sont essentiellement de trois sorte : les coûts d'approvisionnement, les coûts de production et les coûts de revient. Les deux premiers servent en effet à valoriser les stocks de matières et de marchandises, alors que le dernier sert à être comparé au prix de vente. Si le prix est supérieur au coût de revient, le produit est bénéficiaire. Dans le cas contraire, il est déficitaire. Le calcul du coût de revient sert donc à établir une valeur minimum en dessous de laquelle l'entreprise n'acceptera pas de diminuer son prix. Dans le plan comptable, on parlait de "prix de revient" jusqu'en 1982, mais cette expression a été bannie depuis car elle mélange deux notions : celle du prix de vente qui se négocie, et celle du calcul du coût de revient qui est une information utile pour négocier le prix.
La méthode des centres d'analyse se caractérise donc par :
- son origine (le PCG français) ;
- sa diffusion (elle est enseignée en France et son vocabulaire très homogène est très largement utilisé dans les entreprises françaises) ;
- sa nature très pratique (elle propose des solutions "clefs en main" à des problèmes parfois complexes) ;
- son origine industrielle (reposant sur l'idée que les calculs de coûts étant très complexes dans les entreprises industrielles, si la méthode permet de répondre aux besoins des industriels, elle permettra de répondre aux besoins des entreprises commerciales ou de service qui ne sont pas confrontés aux mêmes difficultés) ;
- le rôle central des stocks dans la structure des calculs de coûts.

La méthode propose de calculer successivement les coûts d'approvisionnement (qui permettent de valoriser les stocks de matières), puis en tenant compte des variations de stocks, de calculer les coûts de production, puis en tenant compte des variations de stocks des produits finis, les coûts de revient. Autrement dit, les charges doivent être réparties d'abord entre ces trois étapes (approvisionnement, production et tout le reste), avant d'être attribuées aux produits ou matières.
Certaines charges ne posent pas de difficultés pour être attribuées à une étape ou à un produit. On parle de charges directes, et on dit que l'on affecte les charges aux produits. Par exemple, les consommations de bois pour fabriquer des tables en bois sont généralement facile à identifier.
D'autres charges sont plus délicates à répartir. On parle de charges indirectes. Une analyse préalable aux calculs doit donc être menée afin de trouver des clefs de répartition de ces charges. On dit qu'on impute les charges indirectes aux produits. Le plan comptable, qui se veut pragmatique, propose de répartir ces charges indirectes en deux temps. On parle de répartition primaire puis de répartition secondaire.
La répartition primaire consiste à regrouper les charges indirectes en "groupes" (on parle de sections ou de centres d'analyse) homogènes. Puis ces groupes seront répartis sur les produits selon une clef de répartition que l'on appelle "unité d'œuvre". Lorsque le "centre" regroupe des charges liées à des activités transversales (comme l'entretien des locaux, la logistique etc.), il est délicat de trouver une clef de répartition. Deux solutions sont alors possibles : soit on considère que le centre n'est pas homogène, et on le subdivise autant qu'il faudra pour qu'une unité d’œuvre soit pertinente (par exemple, on subdivise l'activité "entretien des locaux" en trois centres : "entretien des entrepôts", "entretiens des ateliers" et "entretiens des locaux commerciaux"), soit on trouve répartit le centre (appelé auxiliaire) sur les autres centres (appelés "principaux"). (Par exemple, on répartit le centre "entretien des locaux" sur les centres regroupant les charges indirectes d'approvisionnement, de production et les autres charges).

### La délicate question des frais généraux et du niveau de l’activité
Imaginons une entreprise produisant les produits A et B. Ils absorbent chacun la moitié des frais généraux. Pour une raison quelconque, le produit B n’est plus fabriqué. La méthode des coûts complets provoque le reversement des frais généraux absorbés par B sur A, dont le coût unitaire est augmenté d’autant et la rentabilité éventuellement compromise.
De même la fixité relative des frais généraux, en terme économique son absence d’élasticité en fonction de l’activité, entraîne un chargement des prix unitaires en cas de ralentissement général des affaires. Cela limite la perte de résultat dans l’exercice concerné mais cela l’étale dans le temps. On traîne à sortir de la crise en portant la croix du passé. Ces variations qui ne sont pas reliées à l’activité des différents responsables ne peuvent pas servir à juger de leur action et peuvent troubler la fixation raisonnable des prix.
Le coût d’un système permanent d’enregistrement des flux analytiques étant très élevé, ne pas pouvoir l’utiliser pour contrôler la gestion et, qui plus est, risquer de perturber la gestion a été dénoncé comme inacceptable par de très nombreux auteurs qui ont proposé diverses méthodes visant à éliminer les variations considérées comme parasites.

### L’imputation rationnelle des charges fixes
L'imputation rationnelle des charges fixes, parfois présentée comme une "méthode", n'est en aucun cas une méthode alternative à d'autres méthodes de calcul de coût. L'imputation rationnelle (rationnelle provient de "ratio", c'est-à-dire "proportionnel") des coûts fixes consiste à intégrer dans les calculs de coûts les coûts fixes de manière proportionnelle à l'activité.
L'imputation rationnelle (IRCF) transforme donc les coûts fixes en coûts variables. Pour cela, il faut définir un niveau d'activité dit "normal". Par exemple, si l'atelier est prévu pour une activité de production de 100 tables par mois, on considère que ce niveau est le niveau normal. Si un mois, on fabrique 110 tables, on multipliera le montant des coûts fixes par un ratio de 110/100 = 1,1. En cas de sous-activité, si le taux d'activité est de 0,7, on n'intègrera dans les calculs que 70% des coûts fixes.
L'avantage de l'IRCF est donc d'isoler le coût de la sous-activité (les 30% des coûts fixes dans l'exemple précédent) dans un indicateur appelé "écart d'imputation, tout en mesurant un coût indépendant des variations d'activité. Ce double calcul permet d'affiner l'analyse. Si le coût en IRCF augmente, c'est que la gestion de la production rencontre des difficultés indépendamment de l'impact que la variation d'activité a sur les coûts fixes unitaires.
Le Plan Comptable Général, par respect du principe de prudence, oblige les entreprises à valoriser leurs stocks avec IRCF en cas de sous-activité, alors qu'elle interdit l'IRCF en cas de suractivité. C'est pourquoi il ne faut surtout pas présenter l'IRCF comme une méthode alternative de calcul de coûts. Elle s'impose dans certaines situations, quelle que soit la méthode de calcul utilisée. Concrètement, lorsque l'on calcule un coût complet, que ce soit par la méthode des centres d'analyse décrite par le PCG, ou par une méthode ABC à la mode dans les années 1990 et 2000, l'IRCF s'impose en cas de sous-activité.
La difficulté de la méthode est évidemment de définir des niveaux « normaux » qui peuvent être définis soit par rapport au passé, soit par rapport à une prévision soit par rapport à la capacité de l’usine ou de la ligne de production.

### La méthode du direct costing
Cette méthode vise à privilégier l’effet dynamique des ventes dans la gestion en se proposant de déterminer leur contribution à l’absorption des coûts fixes et au résultat global. La comparaison des contributions dans le temps donne une vision pertinente de l’activité des lignes de produits et des commerciaux. Elle évite de fermer une ligne de produits qui contribue et qui serait déficitaire en coût complet, le report des frais généraux sur les produits restant les entraînant à leur tour dans le déficit.
L’inconvénient de la méthode est qu’elle ne permet pas de valoriser les stocks car elle est incompatible avec les règles du Plan Comptable. Cela force à tenir deux comptabilités analytiques ou à trouver des méthodes pour fusionner tous les besoins en un seul système dont le direct costing sera l’une des sorties.
Si une partie du processus de fabrication est externalisée, les coûts transférés sont des prix de vente qui intègrent des frais de structure et le bénéfice du sous-traitant. La comparaison d’une année sur l’autre devient impossible.
Une autre évolution qui pénalise la méthode est la tendance générale à l’augmentation des frais de structures dans le prix de revient d’un produit. Les frais directs ne représentent plus qu’une fraction des coûts et jouent dès lors un trop grand rôle dans la méthode.
L’admission d’une contribution positive même faible peut conduire à des politiques de prix dangereuses pour la survie de l’entreprise.

### La méthode des coûts standards
Cette méthode est particulièrement utile pour les entreprises qui fabriquent de très nombreux produits selon des processus de fabrication bien déterminés. Le bureau des méthodes est alors capable de fixer les gammes, les nomenclatures et les séries économiques de fabrication.
En fin de série de production, on sait déterminer les quantités normales des principaux composants du coût et les comparer aux coûts réels encourus. Si on n’a pas lancé la quantité optimale, si on a été obligé de relancer la production à la suite d’incidents, entraînant des temps d’utilisation machine plus long et des pertes de matières ou de sous-produits, s’il y a eu une panne de machine, bref si on n’a pas suivi la norme des boni ou plus sûrement des mali de production vont apparaître.
Dans la cascade des déversements de coûts de section en section, les boni et les mali ne sont pas transférés. Chaque entité sera donc jugée sur ses écarts propres et non pas sur les conséquences des erreurs des autres. Les stocks sont tenus en coûts standards. Les boni et mali restent dans les résultats de période.
Elle présente théoriquement tous les avantages :
- Les marges sur coût standard permettent de suivre les contributions de produits, lignes de produits et entités commerciales mieux qu’en direct costing (le coût est plus réaliste et ne dépend pas de l’intensité capitalistique du système de production) ;
- Les variations d’activités parasites et les effets de bords des autres produits dans l’absorption des coûts fixes sont évités ;
- Les stocks sont évalués de façon conforme aux règles comptables ;
- L’affectation des boni et mali à la période est de bonne gestion ;
- La méthode crée une tension dynamique vers l’optimum de production. Le contrôle peut se faire quasiment en temps réel et il n’est pas nécessaire d’attendre des mois pour constater les dérives.
- La méthode est insensible aux politiques de sous-traitance ;
- Elle permet d’associer une gestion budgétaire fine à la gestion analytique.

Le seul inconvénient est la possibilité effective de définir les coûts standard ce qui n’est pas toujours possible ainsi que l’énorme travail de saisie et de traitement en continu des données opérationnelles qui rend la méthode impraticable sans le secours de l’informatique.

### La méthode GP
Inventée par George Perrin, dans la foulée des travaux de Taylor sur les temps de travail, cette méthode visait principalement à simplifier le calcul des coûts de revient dans les entreprises de mécaniques fabriquant de nombreux produits sur un même ensemble de machines.
L’idée principale est que la majorité des produits sont dans un rapport de coûts fixe entre eux. Les méthodes de fabrication ne changeant que lentement la stabilité de ce rapport peut être considérée comme acquise. Plutôt que de suivre produit par produit les temps et les consommations, ce qui peut être exagérément coûteux et ralentir la production, on se contente de constater les quantités produites. Les rapports de coût étant stables, il est facile de les transformer en une quantité de production unique qui est rapprochée des coûts de production globaux de la période.
On en déduit un coût unitaire de l’unité de production, opportunément appelée le GP, et on s’applique à la valorisation des stocks. On peut dans cette méthode se contenter d’un nombre de sections réduites et de l’inventaire des produits fabriqués. Elle peut donc s’avérer très économique. Elle suppose que le bureau des méthodes ait coté en GP tous les articles. C’est pour cela que la méthode a été poussée par des sociétés de conseils spécialisés dans les études de temps (MTM, etc.). Cette méthode fort astucieuse est désormais remplacée par la méthode UVA.

### La méthode UVA: une extension de la méthode GP
Cette méthode perfectionne la méthode des coûts complets et sert d'alternative à la méthode ABC. Elle se fonde aussi sur une analyse minutieuse des activités (sous forme de gammes opératoires), mais surtout sur celle des postes (opération élémentaire de travail constituée d'un ensemble de moyens matériels et humains, qui fonctionnent de façon homogène). Cette méthode diffusée et élargie entre autres par J. Fievez, R. Zaya et J.P. Kieffer est née des travaux de Georges Perrin réalisés au début des années 1950 sur le concept de l'unification de la mesure de la production qui aboutit au modèle de la méthode GP rebaptisée UVA en 1995.
La méthode UVA se pose comme objectif premier de calculer le résultat (bénéfice ou perte) de chaque vente (concrètement il peut s'agir d'une facture, d'une commande, d'une livraison…). La réalisation d'une vente est considérée comme le processus transversal élémentaire dans l'entreprise regroupant tout le travail fait par toutes les fonctions depuis l'enregistrement de la commande, en passant par la production des produits, jusqu'à leur livraison et l'encaissement de la facture.
Ainsi, on peut considérer que des activités dites "de support", ou indirectes par rapport aux produits sont directement consommées par chaque vente, ce qui réduit considérablement les imputations arbitraires des charges indirectes.
En tant que processus transversal élémentaire, la vente constitue la « brique » de base qui permet de réaliser toute autre analyse de la rentabilité. Cette méthode permet de réaliser un très grand nombre de simulations sans analyse supplémentaire à partir du moment où nous disposons de l'équivalent UVA.
L'UVA est une unité de mesure, qui permet de valoriser les activités, propre à chaque entreprise, c'est le mètre-étalon spécifique auquel seront comparées toutes les consommations de ressources de tous les postes UVA. L'avantage fondamental de l'utilisation de cette unité est qu'elle est indépendante des variations monétaires et permet de gérer de façon simple des entreprises complexes (ayant beaucoup de produits et beaucoup de clients), faire comme si l'entreprise était mono-produit. Le prix de cette précision est le besoin d'une certaine stabilité dans le temps du rapport entre les ressources consommées par les postes de l'entreprise. Par conséquent, en cas de changement profond technologique, il faut réactualiser l'analyse des postes touchés par ce changement, mais pas les autres. En conditions normales, il est recommandé de faire une réactualisation tous les 5 ans. Cette analyse des postes doit être très pointue. De plus l'article (le produit) utilisé pour calculer l'UVA doit être représentatif. Comme elle simplifie le recueil et le calcul des données, cette méthode peut être aussi utilisée dans les organisations qui n’ont pas la taille suffisante pour disposer d’un contrôleur de gestion. Ces organisations peuvent aussi bien être des petites entreprises que des unités opérationnelles atypiques de grands groupes.

### La méthode ABC
Cette méthode a été développée par une association, CAM-I (Computer Aided Manufacturing International), créée en 1972 aux États-Unis et située à Austin au Texas, qui s’est spécialisée sur la recherche collaborative visant à l’amélioration de la gestion des coûts et des méthodes de production[réf. nécessaire]. Ses membres sont de grandes entreprises américaines et des éditeurs de progiciels de gestion comme SAP, un des leaders mondiaux dans le domaine de l’informatique de production qui a intégré la méthode ABC dans ses progiciels et lui fait une propagande active[réf. nécessaire].
La méthode ABC (pour Activity Based Costing, ou calcul de coûts basés sur des activités) a pour finalité de calculer des coûts complets, comme la méthode des centres d'analyse issue du plan comptable général français). Cette méthode va se développer internationalement, et finira par être enseignée en France à partir des années 1990.
En France, elle est souvent présentée comme une méthode concurrente de la méthode dite "des centres d'analyse" (anciennement "méthode des sections homogènes") qui était issue des recommandations du PCG (plan comptable général). Fondamentalement, les deux méthodes ont la même finalité : calculer des coûts complets. Elles sont donc confrontées aux mêmes difficultés : analyse les charges pour les attribuer à des étapes de production, à des matières, ou à des produits.
Les coûts complets permettent en effet, soit de valoriser les stocks au bilan des entreprises, soit de calculer un coût de revient qui permettra de mesurer un résultat (si le prix est déjà connu) ou de déterminer un prix (si celui-ci n'est pas encore établi).
La principale différence entre la méthode ABC et la méthode des centres d'analyse est liée à son origine : l'une, issue d'une tradition française industrielle de calcul de coûts utilise un vocabulaire très technique (on dit que l'on répartit les charges en centres d'analyse qui sont ensuite imputés aux produits) alors que la méthode ABC est plus floue et plus générale, utilisant un vocabulaire issu des sciences de gestion (on dit que les produits déclenchent des activités qui consomment des ressources). Mais fondamentalement, les deux méthodes reposent sur une analyse des activités et tentent de calculer au mieux les coûts des produits (biens ou services).
La principale difficulté dans l'analyse des coûts repose sur le fait que, si certains coûts sont liés à certains produits de manière évidente (on parle de coûts directs), d'autres le sont de manière très indirecte (on parle de coûts indirects). Par exemple, les charges d'administration générale d'une entreprise de plomberie doivent être réparties sur l'ensemble des chantiers. Lorsque l'on établit un devis pour un client, on ne peut pas se contenter de calculer le coût des matériaux nécessaires au chantier, mais il faut ajouter un montant qui couvrira une quote part de ces charges de structure. Toute la difficulté réside donc dans l'analyse des charges indirectes, afin de trouver des clefs de répartition pour les répartir sur les chantiers de l'entreprise.
Dans la méthode ABC, le comptable doit :
- Modéliser les processus de l'entreprise pour en appréhender les circuits. Ces activités peuvent être, par exemple : le traitement d'une commande, la gestion des références, ou encore la réception des marchandises[réf. nécessaire].
- Pour chaque activité, un inducteur de coût (la clef de répartition) sera retenu et suivi (par exemple, le nombre de commandes, les quantités de référence). Cet inducteur sera l'unité qui permettra de répartir le coût de l'activité sur ce que l'on cherche à calculer. Un bon inducteur doit être représentatif de l'activité, et il est généralement recommandé de ne pas se focaliser uniquement sur les inducteurs volumiques, c'est-à-dire les variables liées aux volumes de production.

La méthode ABC est souvent associée à des méthodes plus globales de management comme l'ABM (Activity Based management) ou la méthode PBM (Process Based Management).

### La méthode de calcul des coûts par les caractéristiques
Il existe plusieurs méthodes ayant pour objet de rapprocher les caractéristiques des produits avec le coût de ceux-ci. Selon les principes de mercatique un produit doit pour être le mieux vendu, adopter un positionnement précis de son image de marque sur les segments de clientèle choisis. Ceci implique d'investir un coût plus important vis-à-vis des caractéristiques (attributs ou fonctions) du produit qui ont été détectées comme valorisées par le public.
Ainsi, la méthode des coûts cibles établit un rapport d'importance des fonctions attendues par le client et la marge sur coût variable. Cette technique a pour avantage sa simplicité de calcul. Cette méthode a aussi une capacité à convaincre la force de vente qui est payée en fonction du chiffre d’affaires, ce qui la rapproche du mode de calcul.
Mais il est possible de lier ce rapport avec des coûts qui ne sont pas liés a priori au chiffre d’affaires. L'américain J. A. Brimson propose dans les années 1990 le feature costing sous le nom de méthode de « calcul des coûts par les caractéristiques » (ou méthode des coûts stables (MCS) aussi connue sous MCCC). Cette méthode analyse aussi le lien entre les caractéristiques des produits et les coûts à chaque activité. L'objectif est de simplifier la prise de décision concernant un portefeuille produit. La comparaison entre les attentes des clients et le coût des produits est facilité. D'autres méthodes proposent des approches multicritères pour l'analyse des liens entre les coûts et les caractéristiques des produits en s'approchant au mieux de la réalité économique du processus de l'entreprise. Ces méthodes sont basées, à chaque activité du processus de l'entreprise et pour chaque type de charge, sur un système de pondération de la difficulté générée par les caractéristiques des produits.
Il en résulte une évaluation multicritère précise utilisée en contrôle de gestion (calcul du prix de revient d'un produit réalisé), dans une optique prévisionnelle (préparation des devis, offres et tarifs) ou en management stratégique (analyse de la valeur des caractéristiques des produits).

## Évolution de l’emploi des méthodes analytiques
La comptabilité analytique allait connaître une révolution complète à partir des années 1970 et 1980 sous une double influence :
- Les besoins quittent le domaine purement industriel : on prend conscience qu'il faut contrôler les coûts et les recettes par activités, y compris dans les activités de service. Le résultat d'une énorme entreprise n'est pas en lui-même utilisable : il faut le fractionner en entités plus restreintes et plus significatives. Le cadre de gestion cesse d'être l'entreprise légale mais la division, le département ou le service. De même, on peut chercher à consolider les résultats d'activités qui sont de même nature mais exercées par des entités juridiques différentes. De même, l'État devenu le gestionnaire de nombreuses activités comprend qu'il doit imposer des systèmes analytiques pour en contrôler le rendement, un changement d'attitude fondamental dans un monde où le "service public" n'avait pas à tenir compte de préoccupations comptables.

Beaucoup d’entreprises d'État se sont mises à la comptabilité analytique à partir de la fin des années 1980. La Banque de France met en place la première comptabilité analytique permettant de connaître avec une fiabilité suffisante le prix de revient des billets à la fin des années 1980. Le coût révélé fut tellement plus haut que ce que croyait la direction que des plans de modernisation drastiques furent mis en place pour le réduire, conduisant à une restructuration complète des processus de production de billets à Chamalières et à l'usine de fabrication de papier. La Sealink, filiale de la SNCF, met en place un système de contrôle analytique informatisé des résultats de chaque bateau de sa flotte au milieu des années 1980. Les résultats sortent immédiatement à la fin de chaque traversée et de chaque « marée » pour les bateaux équipés. Jusque-là, les résultats d'ensemble n'étaient connus qu'en fin d'année et noyés dans ceux de la SNCF. L'amélioration des résultats a été spectaculaire.
Aujourd'hui les techniques de comptabilité analytique informatisée concernent aussi bien les universités que les hôpitaux, les ministères que les collectivités locales.
- L'informatique connaît une révolution importante avec l'apparition de terminaux de saisie qui permettent de décentraliser au plus près des événements le constat des mouvements tout en réduisant fortement les coûts de traitement de l'information. L'informatisation de processus techniques comme l'ordonnancement lancement des séries de production permet facilement de produire les éléments d'une comptabilité analytique. La gestion de stocks passe en inventaire permanent. L'apparition de progiciels adaptés à des modes standards de fonctionnement réduit encore le coût d'implantation de solutions analytiques. Les valeurs de stocks et d'en-cours sortent automatiquement. Le recoupement avec la comptabilité générale devient plus facile. Chaque gestionnaire reçoit désormais avec des périodicités accélérées les informations de coûts et de résultats nécessaires à l'orientation de ses décisions. Désormais la comptabilité analytique fait partie de la plupart des Systèmes d’Information (SI) des entreprises importantes, des PMI et d’une part notable quoiqu’encore très améliorable des PME.